# 比约克西
比约克西（法語：Bieuxy，法語發音：[bjœksi]）是法国上法蘭西大區埃纳省的一个市镇，属于苏瓦松区。

## 地理
比约克西（49°26'48"N, 3°15'41"E）面积4.5 平方千米，位于法国上法蘭西大區埃纳省，该省份为法国北部内陆省份，北起北部省，西接索姆省和瓦兹省，东临阿登省和马恩省，西南至塞纳-马恩省，东北部与比利时接壤。
与比约克西接壤的市镇（或旧市镇、城区）包括：巴涅、屈西昂纳尔蒙、埃帕尼、瑞维尼、塔尔捷、沃雷济。

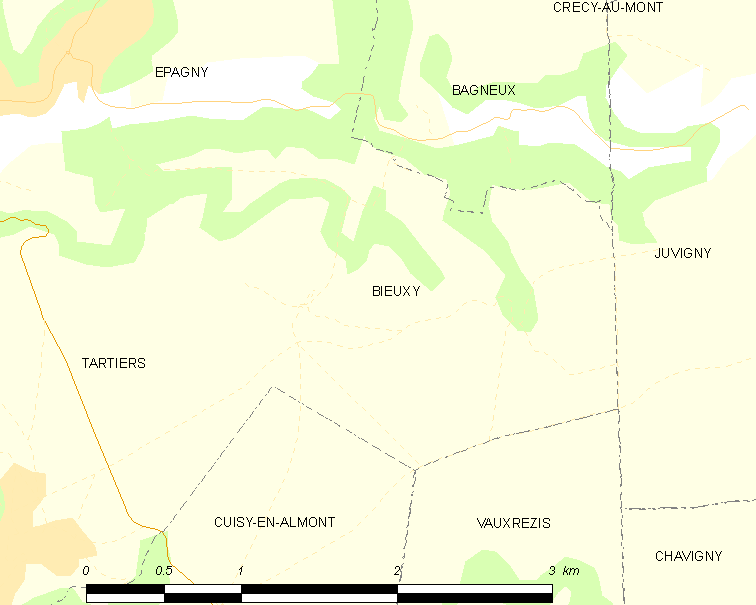
比约克西的OSM定位图

比约克西的时区为UTC+01:00、UTC+02:00（夏令时）。

## 行政
比约克西的邮政编码为02290，INSEE市镇编码为02087。

## 政治
比约克西所属的省级选区为埃纳河畔维克县。

## 人口

1962-2008年间比约克西人口变化图示

比约克西于2022年1月1日时的人口数量为34人。